# Michałków (województwo wielkopolskie)

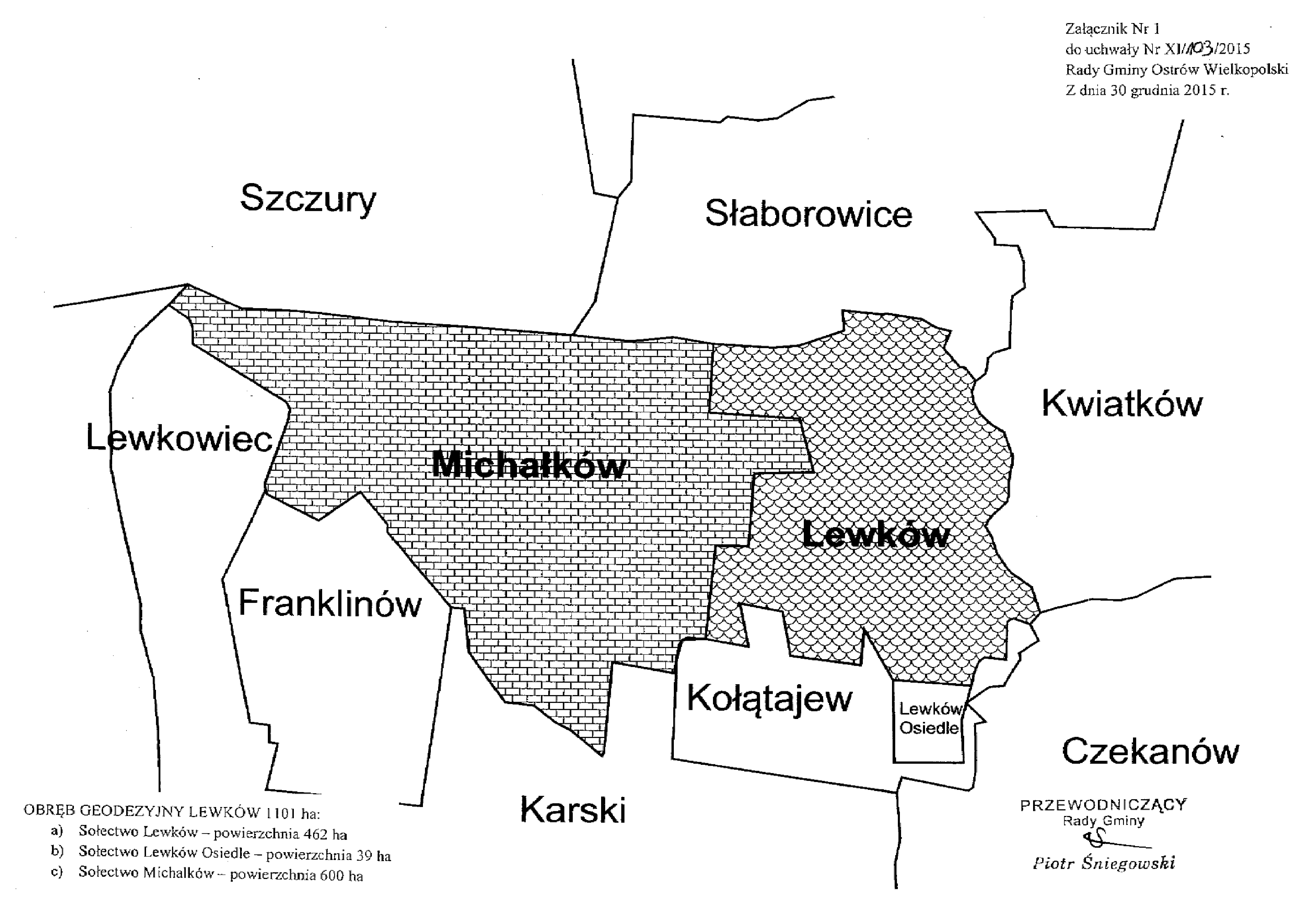
Mapa sołectwa Michałków.

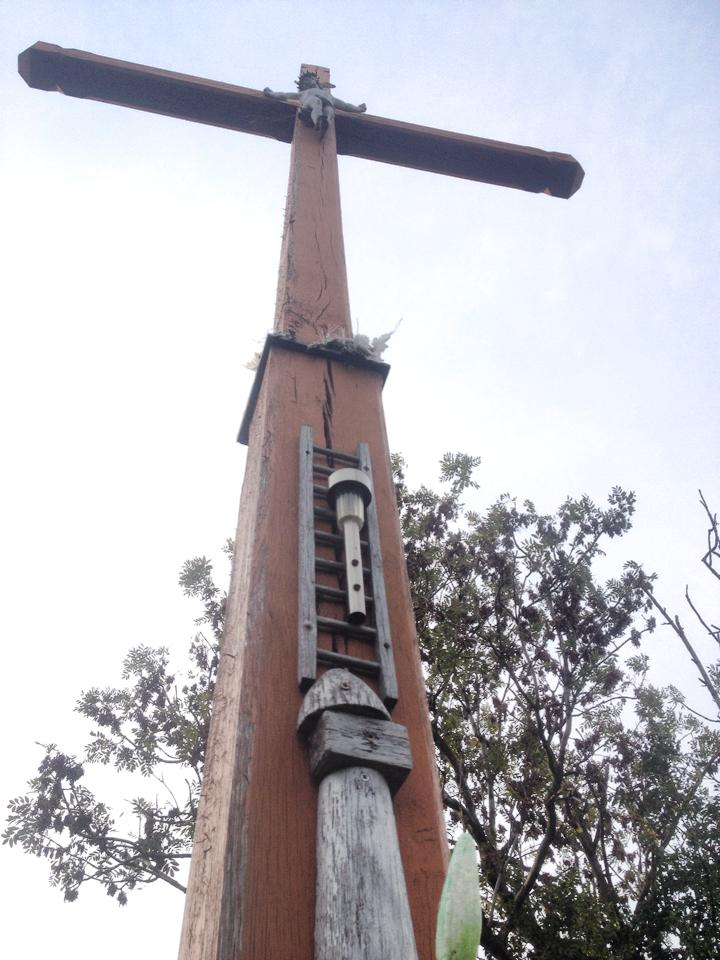
Krzyż w Michałkowie przy drodze do Lewkowa

Michałków – wieś położona w województwie wielkopolskim, w powiecie ostrowskim, w gminie Ostrów Wielkopolski. Położona ok. 5 km na północ od Ostrowa Wielkopolskiego.
W przeszłości (pod koniec XIX wieku) folwark Michałków na przedpolu Lewkowa liczył 3 domy i 72 mieszkańców. Obecnie (w 2016) wieś liczy 14 domów i 129 mieszkańców. Michałków od 2016 funkcjonuje jako nowe sołectwo. Jest to 35. sołectwo w Gminie Ostrów Wielkopolski. We wsi są trzy pomnikowe drzewa.
Z Michałkowa pochodzi filolog klasyczny profesor Jan Wikarjak.
Wieś Michałków posiada swoją własna stronę na Facebooku.

## Lotnisko Aeroklubu Ostrowskiego
Na skraju Michałkowa znajduje się od 1954 lotnisko Ostrów Wielkopolski-Michałków Aeroklubu Ostrowskiego.
Od 2011 odbywa się dwudniowy festyn lotniczy pod nazwą „Lotnisko bliżej miasta”.

## Galeria

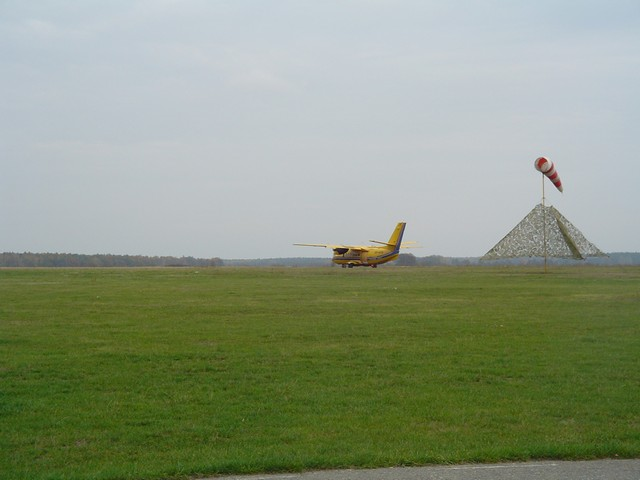
Lotnisko Aeroklubu Ostrowskiego
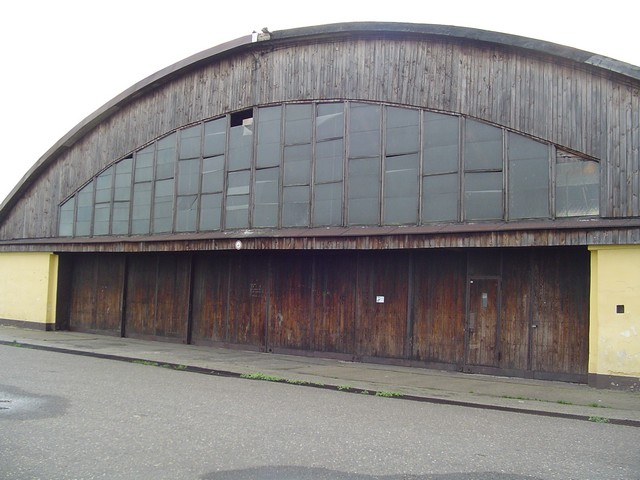
Lotnisko Aeroklubu Ostrowskiego
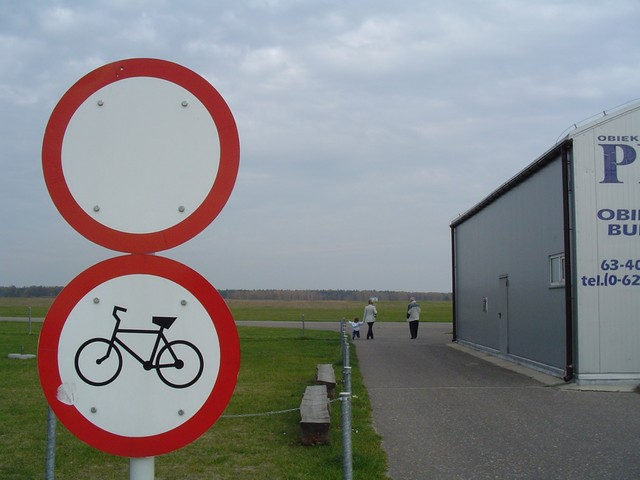
Lotnisko Aeroklubu Ostrowskiego
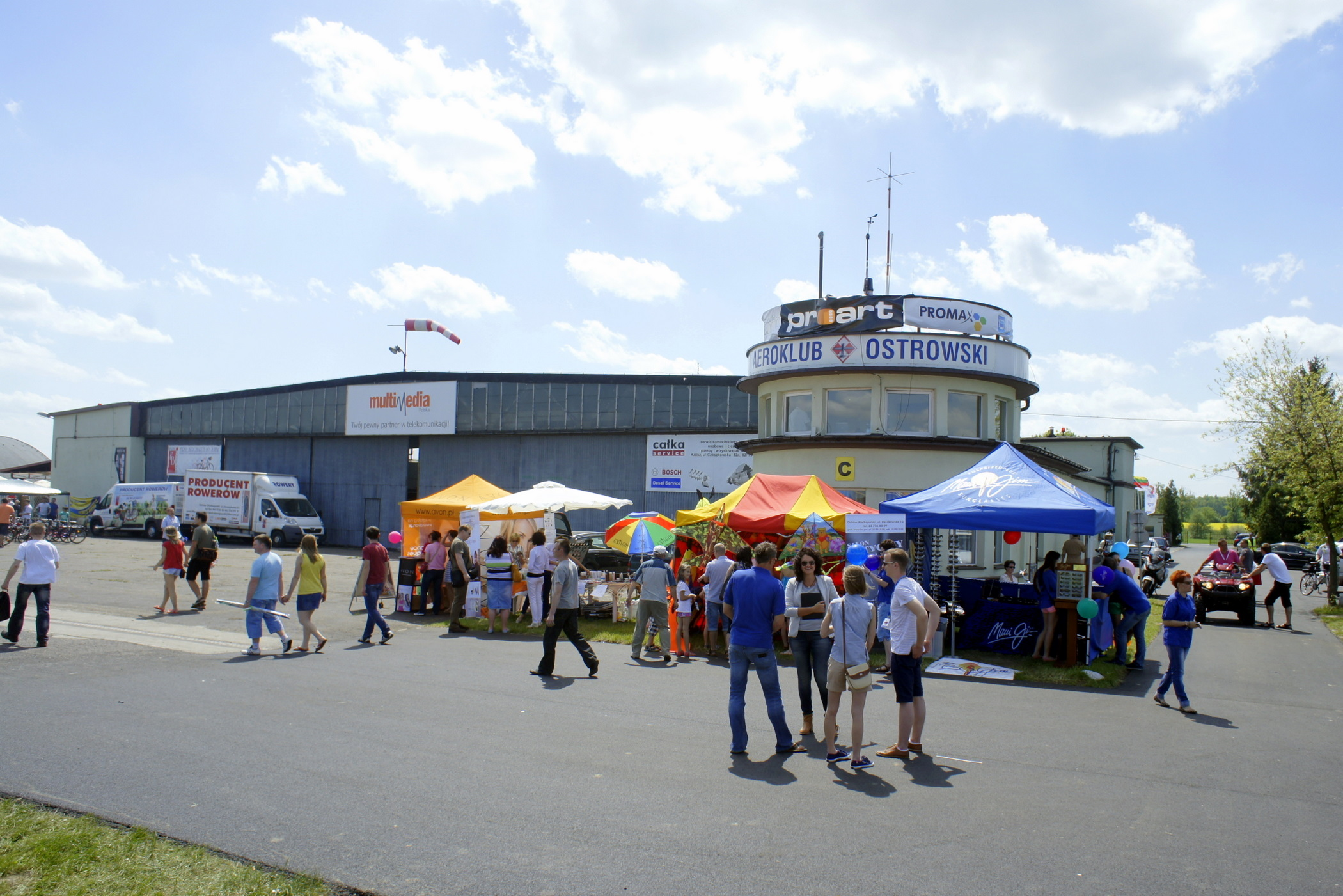
Lotnisko w dniach festynu